# Meggysör
A meggysör (kriek) a gyümölcsös sörök családjába tartozik.

## Története
A kézműves sörök térhódításával egyre inkább elterjednek a meggyes sörök is. 

## Elkészítése
A meggyet mindig kimagozott formában használják fel, mivel a meggymagok cianidvegyületeket tartalmazhatnak. A meggyet mindig frissen használják fel, így csak évente egyszer készítenek meggysört, a meggy érésénél. A meggyet az elkészült sör alaphoz adják hozzá, amely cukortartamánál fogva elindít egy második erjedési folyamatot. Ez alatt a folyamat alatt veszi fel a sör a  bordós-vöröses színét és meggyes ízét. Íze édesebb, enyhén fanyarkás a meggytől. Színe vörös, bordó.

## Magyar meggysörök
- Szent András meggyes sör (Szent András Sörfőzde, 3,7%)
- Hoptop Belga Meggy 4,8% - Belgian Cherry Beer
- Beerfort meggysör
- Gallica meggysör
- Gyertyános meggysör
- HBH meggysör
- Starimeggysör
- Szarvasi meggyes mámor meggysör
- Tripla meggy
- Olaszházi meggysör
- Rizmajer Konyakos meggy
- Brandecker Keserű meggy
- Guri meggyes
- Favágó meggyes
- Kecskeméti meggyes sör
- Rauschberg meggyes sör
- Viharsarok meggy sör